# Liste von Persönlichkeiten der Stadt Asunción
Die Liste von Persönlichkeiten der Stadt Asunción zählt Personen auf, die in der paraguayischen Hauptstadt Asunción geboren wurden und in der deutschsprachigen Wikipedia mit einem Artikel vertreten sind.

## Söhne und Töchter der Stadt

### Bis 1900
- Hernando Arias de Saavedra (1561–1634), erster Criollo-Gouverneur einer europäischen Kolonie auf dem amerikanischen Kontinent
- José Gaspar Rodríguez de Francia (1766–1840), Diktator von Paraguay (1814–1840)
- Carlos Antonio López (1790–1862), Politiker und Präsident Paraguays (1844–1862)
- Salvador Jovellanos (1833–1881), Politiker, Präsident Paraguays (1871–1974)
- Juan Bautista Gill (1840–1877), Politiker, Präsident Paraguays (1874–1977)
- Higinio Uriarte (1843–1909), Politiker, Präsident Paraguays (1877–1978)
- Juan Bautista Egusquiza (1845–1902), Brigadegeneral, Minister und Staatspräsident (1894–1898)
- Facundo Machaín (1845–1877), Politiker, Präsident Paraguays (1870)
- Juan Gualberto González (1851–1912), Richter, Politiker und Staatspräsident (1890–1894)
- Emilio Aceval (1853–1931), Politiker, Präsident Paraguays (1898–1902)
- Andrés Héctor Carvallo (1862–1934), Politiker, Präsident von Paraguay (1902)
- Juan Manuel Frutos (1879–1960), Journalist, Richter und Politiker und Staatspräsident (1948)
- José Patricio Guggiari (1884–1957), Politiker, Präsident Paraguays (1928–1932)
- Silvio Pettirossi (1887–1916), Pilot und Luftfahrtpionier
- Juan José Aníbal Mena Porta (1889–1977), Geistlicher, Erzbischof von Asunción (1949–1970)
- Rafael Franco (1896–1973), Major und Staatspräsident Paraguays (1936–1937)
- Manuel Fleitas Solich (1900–1984), Fußballspieler und -trainer

### 20. Jahrhundert

#### 1901 bis 1950
- José Asunción Flores (1904–1972), Komponist
- Luis Vargas Peña (1905 oder 1907–1994), Fußballspieler
- Constantino Urbieta (1907–1983), paraguayisch-argentinischer Fußballspieler
- Attila Sallustro (1908–1983), italienisch-paraguayischer Fußballspieler
- Jacinto Villalba (1914–?), Fußballspieler
- Augusto Roa Bastos (1917–2005), Schriftsteller
- Marcelino Vargas (1921–?), Fußballspieler
- Jorge Adolfo Carlos Livieres Banks (1929–2018), katholischer Geistlicher, Bischof von Encarnación
- Darío Jara Saguier (1930–2023), Fußballspieler
- Melanio Báez (1931–?), Fußballspieler
- Ángel Berni (1931–2017), Fußballspieler
- Rodolfo Da Ponte (1938–2021), Fechter, erster Teilnehmer an den Olympischen Spielen Paraguays
- Ignacio Achúcarro (1936–2021), Fußballspieler
- Cayetano Ré (1938–2013), Fußballspieler und -trainer
- Juan Carlos Wasmosy (* 1938), Politiker und Unternehmer, Staatspräsident von Paraguay (1993–1998)
- Max Haber Neumann (1942–2024), Diplomat, Botschafter Paraguays
- Raúl Cubas Grau (* 1943), Staatspräsident von Paraguay (1998–1999)
- Carlos Schvartzman (1947–2025), Jazz-Gitarrist und Komponist
- Luis Ángel González Macchi (* 1947), Politiker und Staatspräsident von Paraguay (1999–2003)
- Eugenio Morel (* 1950), Fußballspieler

#### 1951 bis 1970
- Adalberto Martínez Flores (* 1951), römisch-katholischer Geistlicher, Erzbischof von Asunción (seit 2022)
- Julio Abreu (1954–2022), Schwimmer und evangelischer Geistlicher
- Juan Ramón Ocampo (* 1954), Fußballspieler
- Ricardo Jorge Valenzuela Ríos (* 1954), römisch-katholischer Geistlicher, Bischof von Caacupé
- Víctor Pecci (* 1955), Tennisspieler und Politiker
- Kiko Pedrozo (* 1955), Harfenist
- Willi Plett (* 1955), kanadischer Eishockeyspieler
- Vladimiro Schettina (* 1955), Fußballspieler
- Horacio Cartes (* 1956), Unternehmer und Politiker, Präsident Paraguays (2013–2018)
- Antonio Barrios (* 1957), Arzt und Politiker
- Osvaldo Pangrazio (* 1957), Fußballspieler
- Antonio Zaracho (* 1957), Fußballspieler und -trainer
- Julián Coronel (* 1958), Fußballspieler
- Rogelio Delgado (* 1959), Fußballspieler
- Esperanza Martínez (* 1959), Politikerin
- Federico Franco (* 1962), Arzt und ehemaliger Staatspräsident von Paraguay (2012–2013)
- Héctor Lacognata (1962–2023), Politiker
- Carlos Franco (* 1965), Golfspieler
- Francisco Javier Pistilli Scorzara (* 1965), Bischof von Encarnación
- Catalino Rivarola (* 1965), Fußballspieler
- Mario Arévalo (* 1968), Politiker
- Carlos Morales (* 1968), Fußballspieler
- Gustavo Sotelo (* 1968), Fußballspieler
- Jorge Luis Campos (* 1970), Fußballspieler

#### 1971 bis 1980
- Gabriel Narciso Escobar Ayala SDB (* 1971), Apostolischer Vikar von Chaco Paraguayo
- Mario Abdo Benítez (* 1971), Politiker und Staatspräsident von Paraguay (2018–2023)
- Miguel Acosta (* 1972), Fußballspieler
- Juan Carlos Franco (* 1973), Fußballspieler
- Nelson Zelaya (* 1973), Fußballspieler
- Rodolfo Friedmann (* 1974), Politiker
- Arnaldo Espínola (* 1975), Fußballspieler
- Pedro Sarabia (* 1975), Fußballspieler und -trainer
- Carlos Humberto Paredes (* 1976), Fußballspieler
- Marcelo Pecci (1976–2022), Staatsanwalt
- Kattya González (* 1977), Politikerin
- Tomás González (* 1977), Fußballspieler
- Santiago Peña (* 1978), Ökonom und Politiker, Staatspräsident Paraguays (seit 2023)
- Estefania Küster (* 1979), Model
- Eduardo Nakayama (* 1979), Politiker
- Enrique Vera (* 1979), Fußballspieler

#### 1981 bis 2000
- Roque Santa Cruz (* 1981), Fußballspieler
- Leryn Franco (* 1982), Leichtathletin und Model
- Tomás Guzmán (* 1982), Fußballspieler
- Julio Martínez (* 1977), Fußballspieler
- Marizza Faría (* 1983), Handballspielerin und -trainerin
- Julio dos Santos (* 1983), Fußballspieler
- Ever Amarilla (* 1984), Fußballspieler
- Rodrigo Báez (* 1984), Fußballspieler
- Víctor Cáceres (* 1985), Fußballspieler
- Ever Cantero (* 1985), Fußballspieler
- Jaison Ibarrola (* 1985), Fußballspieler
- Carlos Javier Acuña Caballero (* 1988), Fußballspieler
- Freddy Coronel (* 1989), Fußballspieler
- David Clay Diaz (* 1989), Filmregisseur und Drehbuchautor
- Luis Fernández (* 1989), Fußballspieler
- Daniel Alejandro López (* 1989), Tennisspieler
- Ana Camila Pirelli (* 1989), Leichtathletin
- Cris Martínez (* 1993), Fußballspieler
- Miguel Almirón (* 1994), Fußballspieler
- Omar Alderete (* 1996), Fußballspieler
- Sara Gimenez (* 1996), Tennisspielerin
- Sebastián Ferreira (* 1998), Fußballspieler
- Giuliana Poletti Corrales (* 2000), Beachvolleyballspielerin

### 21. Jahrhundert
- Diego Duarte (* 2002), Fußballspieler
- Iván Leguizamón (* 2002), argentinisch-paraguayischer Fußballspieler
- Joshua Dürksen (* 2003), deutsch-paraguayischer Automobilrennfahrer
- Ángel González (* 2003), Fußballtorhüter
- Adolfo Daniel Vallejo (* 2004), Tennisspieler
- Enso González (* 2005), Fußballspieler
- Julio Soler (* 2005), argentinisch-paraguayischer Fußballspieler

## Persönlichkeiten, die mit der Stadt Asunción verbunden sind
- Mosè Giacomo Bertoni (1857–1929), Anarchist, Botaniker, Gründer der Nationalen Landwirtschaftsschule in Asunción[1][2]
- Juan Sinforiano Bogarín (1863–1949), Bischof und Erzbischof von Asunción (1929–1949)
- Ismael Rolón (1914–2010), Erzbischof von Asunción (1970–1989)
- Felipe Santiago Benítez Ávalos (1926–2009), Erzbischof von Asunción (1989–2002)
- Eustaquio Pastor Cuquejo Verga (1939–2023), Erzbischof von Asunción (2002–2014)
- Edmundo Ponziano Valenzuela Mellid (* 1944), Erzbischof von Asunción (2014–2022)